# Кушнир, Игорь Николаевич
Игорь Николаевич Кушнир (род. 14 июня 1971, Черновцы, УССР, СССР) — екс-президент компании «Киевгорстрой», вице-президент Строительной палаты Украины, член совета директоров Конфедерации строителей Украины. В 2010—2012 годах — заместитель Министра обороны Украины. Доктор юридических наук. Альпинист; с 1989 года совершил ряд восхождений, в том числе на Эверест, Эльбрус, Аконкагуа, Килиманджаро, Лхоцзе, Манаслу и другие.

## Образование
В 1990 году окончил Крюковский машиностроительный техникум.
В 2002 г. окончил Кременчугский государственный политехнический университет по специальности «автомобили и автомобильное хозяйство». В 2004 году окончил факультет последипломного образования того же университета по специальности «Экономист предприятий».
В 2013 году получил степень кандидата юридических наук, а в 2019 году стал доктором юридических наук в сфере административного права и процесса в Институте законодательства Верховной Рады Украины.

## Карьера
В 1988 году начал работать электросварщиком Кременчугского жилищно-строительного комбината.
С 1993 года Игорь Кушнир работал в коммерческих структурах в Кременчуге, при этом с 1994 года занимал руководящие должности. Сначала работал заместителем директора в агрофирме «Звезда», затем занял должность генерального директора ООО «Кременчугская нефтяная компания».
До 2008 года Игорь Кушнир был заместителем директора компании «МиС». Параллельно в 2002 был избран депутатом Кременчугского городского совета. На посту депутата городского совета (до 2010 года) особое внимание уделял решению жилищно-коммунальных проблем округа.
С февраля 2008 года работал заместителем директора «Житлоинвест».
Распоряжением Кабинета министров Украины от 31 марта 2010 года был назначен на должность заместителя министра обороны Украины. За время работы в Министерстве обороны было введено в эксплуатацию 4743 квартиры общей площадью более 260 000 квадратных метров. 18 февраля 2012 был освобожден от должности заместителя министра обороны Украины.
25 апреля 2012 избран головой правления-президентом компании «Киевгорстроя». Компания неоднократно занимала первое место среди крупнейших застройщиков столицы. Кроме этого, компанию признали одним из самых узнаваемых украинских брендов и также самым надежным застройщиком. С 2012 по 2019 год было построено более 30 000 квартир на 2,5 миллиона квадратных метров и более миллиона квадратных метров нежилой недвижимости.
От 2016 Кушнир три года подряд входил в рейтинг лучших управленцев Украины и был признан лучшим среди руководителей компаний-застройщиков.
В 2019 Игоря Кушнира переизбрали на пост главы правления и президента компании «Киевгорстрой».
20 декабря 2023 года Игорь Кушнир решил покинуть пост председателя правления — президента компании «Киевгорстрой», который он занимал в течение 12 лет.
В работе исповедует авторитарно-демократический стиль с делегированием полномочий и частым контролем выполнения.

## Альпинизм
В детстве Игорь Кушнир заинтересовался альпинизмом, а с 1986 года начал заниматься на профессиональном уровне под руководством тренера Косогорова Сергея Семёновича. В 1989 году он совершил своё первое серьёзное восхождение на гору Казбек. Среди вершин, которые он покорил Лхоцзе высотой 8516 метров и Манаслу высотой 8163 метра. Также он совершил восхождения по программе «Семь вершин», покорив Эверест, Эльбрус, Аконкагуа и дважды Килиманджаро. Кроме того, Кушнир выполнил восхождения по программе восьмитысячников, включая вершины Чо-Ойю, Эверест, Лхоцзе и Манаслу. В рамках программы «Снежный барс» он покорил Пик Ленина, пик Корженевской (дважды) и пик Хан-Тенгри.

## Научная деятельность
Начал научную деятельность с публикации первой работы в 2004 году и ещё одной в 2012. В 2013 году получил степень кандидата юридических наук. С тех пор до 2018 года опубликовал десятки научных работ в украинских и иностранных периодических изданиях и также несколько значительных научных работ-монографий. Участвовал в около десяти международных научных конференциях. В 2019 стал доктором юридических наук защитив диссертацию по следующей теме: «Строительная деятельность как объект налогово-правового регулирования: проблемы законодательства, теории и практики».
В основном он пишет о строительной деятельности с особым вниманием к вопросам финансирования и налогообложения в этой области. Также в сферу его интересов входят правовые аспекты деятельности в этой сфере. В частности, в последние годы он исследовал эти вопросы в контексте европейского законодательства.

## Награды и отличия
- Отличие Министерства обороны Украины «Огнестрельное оружие» (2011)[9]
- Отличие Министерства обороны Украины «Знак почета» (2011)[9]
- Почетное звание «Заслуженный экономист Украины» (2012)[27]
- Лучший топ-менеджер строительного рынка 2020 и 2021 года по версии строительной премии iBuild[28][29], а также журнала «Фокус»[30].